# Silvia Peyrou
Silvia Mabel Peyrou (Buenos Aires, 22 de agosto de 1961) es una actriz, conductora y ex-vedette argentina, conocida por sus papeles en cine, teatro y televisión.

## Biografía
Peyrou nació en el barrio de Flores, en Buenos Aires. Comenzó a trabajar como bailarina cuando tenía 16 años, debutando como segunda vedette en el Teatro Tabarís junto a profesionales como Moria Casán, Orlando Marconi y Carlos Sánchez. Luego vinieron otras revistas de la mano de grandes como Alberto Olmedo y Jorge Porcel. Después de trabajar en cine llegó a hacer una obra de teatro junto a la primera actriz Chela Ruiz. Ella y Gustavo Pastorini trabajaron en varios sitios y la mayoría de los exponentes fueron los representantes de la manía de baile discoteca de los años setenta y principios de los ochenta. 
Es madre de un hijo nacido en 1995, anotado con el apellido Castaña, en un principio, como hijo de su pareja fugaz de verano de ese año, el cantante Humberto Vicente "Cacho" Castaña; anotado al nacer con el apellido del tanguero, tras estudios negativos de paternidad, le retiran al hijo de Peyrou, ese apellido legalmente.
Formó parte del elenco de "La Fama es puro Cuento" en la esquina "Homero Manzi" (2004/5) junto a Delfor Medina, Tito Reyes, Gaby "la voz sensual del tango" y Francisco Llanos. El guion fue realizado por el escritor balcarceño José Valle.
La polémica mediática al respecto, se reavivó en abril del 2013 (próxima a cumplir la mayoría de edad, el hijo de Silvia), porque Cacho Castaña en un reportaje televisivo, saca el tema un sábado a la noche con el entrevistador Luis Ventura.
Para el mercado del Video Home, se lució en Los Blue Jeans con Beto César, El Show de la Risa con Jorge Corona y la celebrada Asalto y Violación en la Calle 69.

## Vida privada
En los noventa tuvo un romance con el cantante Cacho Castaña, aunque terminó en escándalo cuando la actriz le hizo creer que esperaba un hijo suyo.
Tiene un hijo llamado Santino nacido en 1995 fruto de una relación de años. En el 2008 se la relacionó sentimentalmente con el actor Jorge Martínez y llegó a tener una relación de verano con la exsecretaria de Santiago Bal, Casandra, antes de su transformación a una mediática travesti.

## Cine
- 1985: Mirame la palomita
- 1986: Correccional de mujeres
- 1986: Las minas de Salomón Rey
- 1986: Los Blue Jeans - El Show
- 1987: Me sobra un marido
- 1988: Paraíso relax (Casa de masajes)
- 1988: Abierto de 18 a 24
- 1988: Vídeo risa de Jorge Corona
- 1988: Corona se va al Kárate
- 1988: Corona y sus mujeres
- 1989: Deliciosamente peligrosa
- 1990: Enfermero de día, camarero de noche
- 1991: Asalto y violación en la calle 69
- 1991: Trolos, sordos y locas
- 1992: Tómame
- 1994: Despertar de pasiones
- 2013: Nos habíamos ratoneado tanto
- 2014: Vicio sangriento
- 2017: La vida sin brillos

## Televisión
- 1978: Vibraciones musicales - Bailarina.
- 1978: El Show de Jhonny Allon - Bailarina.
- 1981: La chispa de mi gente junto a Quique Dapiaggi.
- 1983: Bocanitos de Artaza junto a Nito Artaza.
- 1984: Las mil y una de Sapag junto a Mario Sapag.
- 1985: Golosinas de humor.
- 1985: La peluquería de Don Mateo.
- 1985: Estudio abierto.
- 1987: Supermingo
- 1987/1988: El Groncho y la Dama
- 1989: La familia Benvenuto
- 1991: Detective de señoras
- 1991: El gordo y el flaco
- 1993: Diosas y reinas.
- 1994: La revista del domingo - vedette
- 1996 a 1998: Locuras en el video
- 1999: Encuentros nocturnos
- 2004: Sin código.
- 2004: Los de la esquina
- 2006: Casados con hijos
- 2008: Sin codificar
- 2008: Microdancing
- 2009: Mitos, crónicas del amor descartable
- 2016: Polémica en el bar, invitada especial para un sketch junto a "Minguito" (interpretado por Miguel Ángel Rodríguez).
- 2020: La persuasión

## Teatro
- 1979: Un tributo a Elvis Presley
- 1981: ¡Verdisssima! 81
- 1982: La cosa se está poniendo peluda
- 1983: Prohibida
- 1984: Vuelven los guapos
- 1985: Artículos de Paris
- 1988: Los años locos del Tabarís
- La revista
- 1988: Los salvajes deseos de mi marido
- 1989: Nietos por contrato
- 1990: Todas las noches tres
- 1992/1993: La argolla en la nariz
- 1993: La ex mujer de mi vida
- 1994/1995: Un Cacho de Corona
- 1995/1998: Pechugas a la crema
- 1998: Tattone
- 2001: Noches de baile
- 2001: El gran deschave
- 2002: Tenga un chico nuevo
- 2002: Variette
- 2004: Look tango
- 2004: No me toquen el pingüino
- 2005: Arráncame la risa
- 2005: Argentinosaurios
- 2005: Tango erótico
- 2006: La revista de Ferimar
- 2007/2008: Acaloradas
- 2008: Simplemente amigos unidos por Buenos Aires
- 2010: Alicia en el país de las re-maravillas
- 2012: Talento mayor
- 2013: El trámite
- 2014: Carmela
- 2015/2017: Extinguidas de José María Muscari
- 2019: Convivencia obligada con Facundo Calvo Bautista Lena y Lourdes Mansilla
- 2021: Experiencia de mujer
- 2022: Como evitar enamorarme de un boludo con Fernando Dabove

## Radio
Peyrou condujo un programa en Radio Open (Buenos Aires) y uno en Radio Venus (Paraguay).
- 2014: La Peyrou online
- 2017: Abierto de 13 a 14

## Playboy
En octubre de 1987 protagonizó un desnudo artístico exclusivo para la revista de las conejitas Playboy.

## Premios
Silvia Peyrou ganó el Premio a «Mejor Actriz» en el Festival de Cine de Montreal y en el Festival de Cine de Bariloche por Abierto de 18 a 24, largometraje dirigido por Víctor Dínenzon.